# Saint-Martory
Saint-Martory – miejscowość i gmina we Francji, w regionie Oksytania, w departamencie Górna Garonna.
Według danych na rok 1990 gminę zamieszkiwało 940 osób, a gęstość zaludnienia wynosiła 113 osób/km² (wśród 3020 gmin regionu Midi-Pireneje Saint-Martory plasuje się na 354. miejscu pod względem liczby ludności, natomiast pod względem powierzchni na miejscu 1219.).